# دریاچه‌های بزرگ

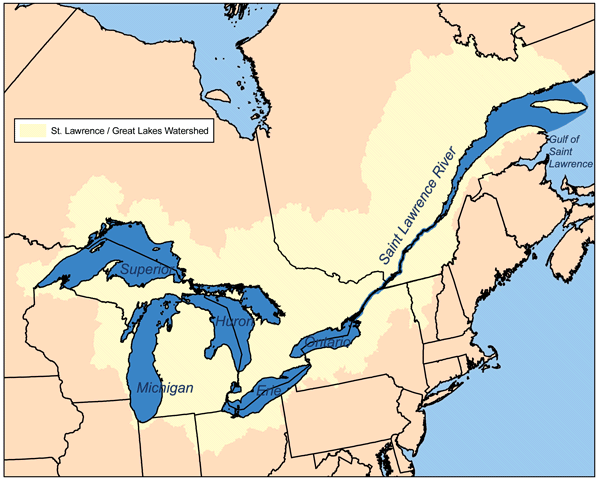
دریاچه‌های بزرگ در مرز آمریکا و کانادا.

دریاچه‌های بزرگ یا گریت لیکس (به انگلیسی: The Great Lakes) به پنج دریاچه‌ای گفته می‌شود که در مرز ایالات متحده آمریکا با کانادا قرار گرفته و چندین ایالت آمریکا را در بر می‌گیرند.
این پنج دریاچه عبارت‌اند از دریاچه هورون، دریاچه ایری، دریاچه میشیگان، دریاچه سوپریور، و دریاچه انتاریو. با این حال از نظر آب‌شناختی دریاچه‌های بزرگ چهار تا هستند، چرا که دریاچه هورون و دریاچه میشیگان در تنگه‌های مکینا به هم متصلند. استان انتاریو کانادا در شمال این دریاچه‌ها قرار گرفته‌است و چندین ایالت آمریکا از جمله ایالات نیویورک، اوهایو و میشیگان در سواحل جنوبی این دریاچه‌ها قرار گرفته‌اند.
«دریاچه‌های بزرگ» بزرگ‌ترین گروه دریاچه در جهان از نظر سطح و دومین گروه دریاچه جهان از نظر حجم هستند و ۲۱٪ از همهٔ آب شیرین سطح کرهٔ زمین را شامل می‌شوند.
مجموع مساحت دریاچه‌های بزرگ ۲۴۴٬۱۰۶ کیلومتر مربع و مجموع حجم آب آن‌ها ۲۲٬۶۷۱ کیلومتر مکعب است که اندکی کمتر از دریاچه بایکال (با ۲۳٬۶۱۵ کیلومتر مکعب یا حدود ۲۲ درصد آب شیرین سطح کره زمین) است.
دریاچه‌های بزرگ در پایان آخرین عصر یخبندان (حدود ۱۴٬۰۰۰ سال پیش) و با بخ‌کاست یخسارها در درون حوزه‌هایی شکل گرفتند که در زمان انجماد این یخسارها به‌وجود آمده بود. این دریاچه‌ها منبع عظیمی برای حمل‌ونقل، مهاجرت، بازرگانی، و ماهیگیری بوده‌ان و هستند و گونه‌های دریایی پرشمار آن‌ها منطقه‌ای را با تنوع زیستی غنی ایجاد کرده‌اند.
آبشار نیاگارا، شهرهای شیکاگو، تورنتو و دیترویت در میان یا در کنار این دریاچه‌ها قرار دارند. منطقهٔ حاشیهٔ این دریاچه‌ها به منطقه دریاچه‌های بزرگ موسوم است که شامل مگالاپلیس دریاچه‌های بزرگ نیز می‌شود.

## اطلس

دریاچه سوپریور
دریاچه میشیگان
دریاچه هورون
دریاچه ایری
دریاچه اونتاریو